# Insulinpumpe
En insulinpumpe er et hjælpemiddel, der benyttes til administration af tilførsel af insulin til diabetikere. Insulinpumpen indeholder en batteridrevet enhed, der styrer injektionen af insulin. 
Insulinpumpen kan programmeres til forskellige mængder insulin pr. time og kan på den måde indstilles til brugerens behov. Insulinen føres fra insulinpumpen ud gennem en slange, der er koblet til en nål, der er fastgjort i brugerens underhudsfedt. Ved måltider kan brugeren øge insulindosen afhængig af behov. 
En insulinpumpe udgør et alternativ til løbende indspøjtning med insulinpen eller kanyle. 
Apparatet er ikke meget større end en mobiltelefon.
| Lægevidenskab | Spire Denne artikel om lægevidenskab er en spire som bør udbygges. Du er velkommen til at hjælpe Wikipedia ved at udvide den. |